# Kittlitz
Kittlitz ist eine Gemeinde im Kreis Herzogtum Lauenburg in Schleswig-Holstein. In der Gemeinde liegen die Güter Goldensee und Niendorf am Schaalsee sowie die Siedlungen Butz, Vogtstemmen und Rosenhagen.

## Geographie
Der Ort liegt im Gebiet der Schaalsee-Seenplatte des Naturparks Lauenburgische Seen an der Grenze zum Bundesland Mecklenburg-Vorpommern. Hier findet man viele für den Landstrich typische Höfe.

## Geschichte

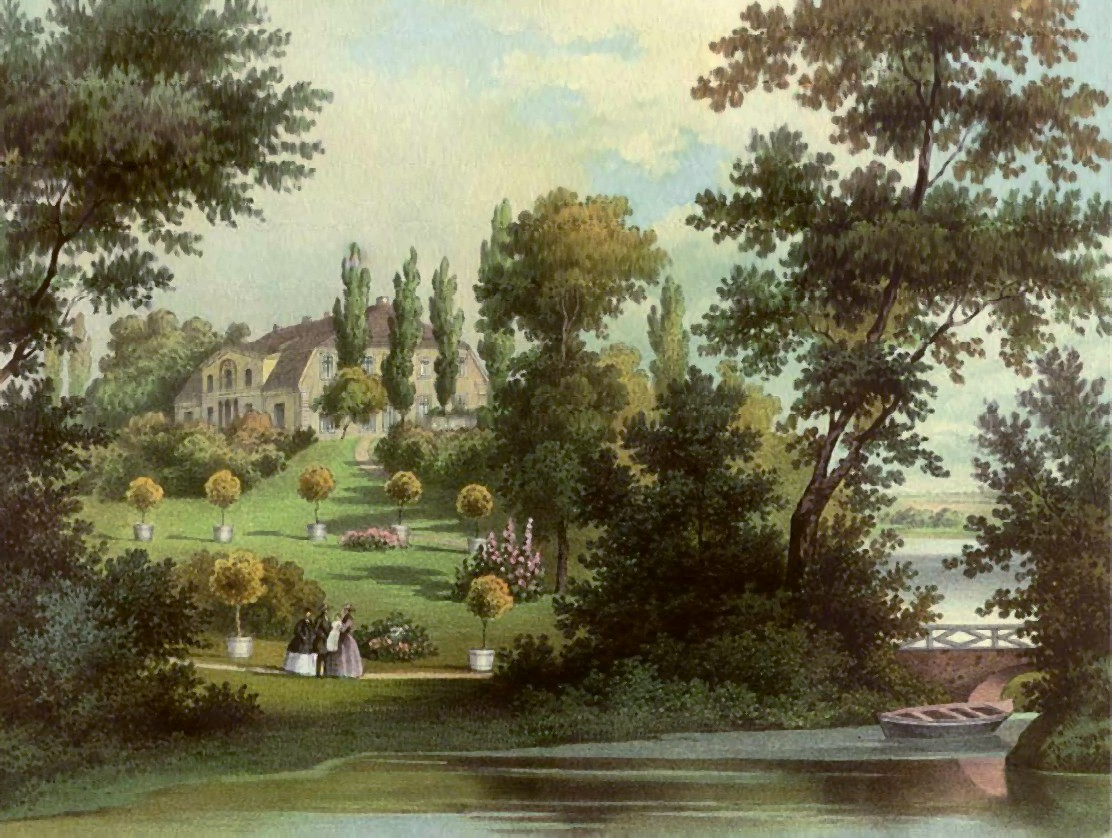
Gut Goldensee um 1860, Sammlung Alexander Duncker

Die Ostgrenze der Gemeinde bildete seit dem Barber-Ljaschtschenko-Abkommen vom 13. November 1945 bis 1989 mit dem dahinter errichteten Metallgitterzaun einen Teil des „Eisernen Vorhangs“, die Grenze zur DDR. Im Mai 1990 erbauten die Freiwilligen Feuerwehren eine Holzbrücke nach Kneese in Mecklenburg, die 1992 durch eine feste Brücke ersetzt wurde.

## Politik

### Gemeindevertretung
Bei der Kommunalwahl 2023 errang die Wählergemeinschaft Kittlitz erneut alle neun Sitze in der Gemeindevertretung. Die Wahlbeteiligung betrug 68,0 Prozent.

### Wappen
Blasonierung: „Von Grün und Rot durch einen silbernen Wellenlinkspfahl geteilt, rechts eine silberne heraldische Blume mit drei in Form eines Schächerkreuzes gestellten silbernen Blättern.“

## Sehenswürdigkeiten
In der Liste der Kulturdenkmale in Kittlitz stehen die in der Denkmalliste des Landes Schleswig-Holstein eingetragenen Kulturdenkmale.
Der Burgwall Kittlitz ist der Rest einer slawischen Niederungsburg aus dem 10./11. Jahrhundert.
Der Kittlitzer Hofsee und der Kittlitzer Bach gehören zum 2008 ausgewiesenen Naturschutzgebiet  Kittlitzer Hofsee und Umgebung.

## Persönlichkeiten
- Johann Friedrich Basilius Wehber-Schuldt (* 1773 in Borstel; † 1840 auf Goldensee), Gutsbesitzer und Freimaurer
- Oskar Ferdinand von Walcke-Schuldt (* 1828 in Hamburg; † 1908 auf Goldensee), Fideikommissherr auf Goldensee und Niendorf, Landschaftsrat der Lauenburgischen Ritter- und Landschaft